# Лимбажи округ
Лимбажи округ (лет. Limbažu rajons, рус. Лимбажский район) је округ у републици Летонији, у њеном северном делу. Управно средиште округа је истоимени градић Лимбажи. Округ припада историјској покрајини Видземе.

Лимбажи округ је приморски округ у Летонији и на западу округ излази на Балтик. То је и гранични округ ка Естонији на северу. На истоку се округ граничи са округом Валмиера, на југоистоку са округом Цесис и на југу са округом Рига.

## Градови
- Лимбажи
- Аинажи
- Алоја (град)
- Салацгрива
- Стаицеле